# 黒田長成

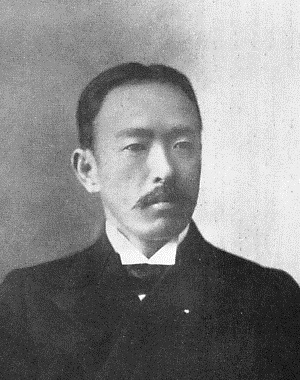
黒田長成（1913年）

黒田 長成（くろだ ながしげ、慶応3年5月5日〈1867年6月7日〉- 昭和14年〈1939年〉8月14日）は、日本の政治家で華族（侯爵）。号は桜谷。父は筑前福岡藩の最後の藩主黒田長知。母は側室・隅田氏。妻は公爵島津忠義の娘清子。後嗣は嫡男・黒田長礼。黒田家17代目の当主である。位階は従一位、勲等勲章は勲一等旭日桐花大綬章。

## 経歴
筑前国（現・福岡県）出身。1867年6月7日（慶応3年5月5日）、第12代福岡藩主黒田長知の長男として生まれた。幼名は幸千代。1878年（明治11年）12月28日、父長知の隠居により、12歳で黒田家家督を相続した。
明治維新後、公卿・大名はすべて東京で生活するよう命じられており、長成も東京赤坂の黒田本邸に移り住んだ。1878年（明治11年）に慶應義塾へ入学。慶應義塾夜間法律科教授・金子堅太郎の助言により1880年（明治13年）に慶應義塾を中退し、英国ケンブリッジ大学への留学準備を始める。1884年に侯爵を授けられる。1885年（明治18年）、学友・添田壽一を随えてケンブリッジ大学キングス・カレッジに入学し、1887年12月学士号（普通学位）を取得し、卒業した。
1889年、宮内省の式部官に任じられるが翌1890年に依願免官。1892年4月1日には満25歳に達したために貴族院議員となり（侯爵議員）、かつての福岡藩の藩校で旧制中学として再興された修猷館の第3代館長となる。1894年から1924年までの約30年間、貴族院副議長を務めた。1905年、副島種臣死去の後を継けて、東邦協会の会頭となった。1908年12月11日、麝香間祗候となる。1924年に枢密顧問官、議定官に任じられ、以後終生その官にあった。1939年に薨去。享年73。墓所は、東京都港区南青山の青山霊園。毎年、8月14日の命日には小田原市にある旧黒田家別邸清閑亭にて、長成侯爵を偲ぶ桜谷忌が催されている。

## 逸話
万年副議長と呼ばれるほど、貴族院副議長を30年の長きにわたり務めた。故に幅広い交友関係があり、旧福岡藩士出身の政治家の金子堅太郎、明石元二郎、栗野慎一郎など、華族出身の政治家、蜂須賀茂韶、徳川家達、近衛篤麿、西園寺公望、浅野長武、有栖川宮威仁親王など、歴史家の藤井甚太郎、漢詩人の中島利一郎、歌人の植松有経、元慶應義塾塾長の鎌田栄吉ら多くの人物と交流があり、また、漢詩や書を好み自作の短歌や書を数多く残した。代表著書に『桜谷集』、『淵の玉藻』（詠は父の長知）等がある。
長成は明治天皇、大正天皇の信頼厚く、黒田家伝来の名宝刀の『菊一文字（菊御作、昭和天皇即位の礼の際に用いられた）』を1902年（明治35年）の大日本帝国陸軍・福岡佐賀演習行啓の折、明治天皇に献上し現在は御物として保管されている。近年、その黒田家で作られた元の拵えと推定される物が発見されている（金梨子地藤巴紋散蒔絵鞘糸巻太刀拵（きんなしじふじともえもんさやちらしまきえいとまきたちこしらえ））。
豊臣秀吉を顕彰する豊国会や、菅原道真を顕彰する菅公会などの会長も務めた。特に先祖と所縁の深い豊臣秀吉を敬愛しており、京都にある豊国神社、阿弥陀ヶ峯の豊国廟の復興に力を注いだ。近年、京都市東山区にある秀吉正室、おね（高台院）所縁の高台寺にて、豊太閤三百年祭の際にしたためたと思われる、長成直筆の秀吉ゆかりの和歌を模写した書巻が蔵から発見された。菅公会会長としては大宰府天満宮への献梅、『菅相公』を著し、『菅公頌徳談』などに多数寄稿している。会を通じて大隈重信らとも交流があった。
書が大変得意であったため、黒田家の菩提寺、福岡市の崇福寺や日本三住吉の住吉神社、水鏡天満宮など、日本各地の数多くの神社仏閣にも揮毫している。
東京都港区赤坂の黒田本邸（現存せず、梅の名所として知られた。）は広大で、庭の池に来る雁を鷹狩する趣味があった。息子の長礼は狩りではなく鳥そのものに興味を示し、後に鳥類学の大家となった。このほか福岡市中央区浜の町（福岡城本丸武具櫓等を移築し、巨大な御殿屋敷であったが戦災で消失。跡に碑が建立されている）、小田原市（現・小田原邸園交流館　清閑亭）、沼津市（皇室の旧沼津御用邸近くにあったが、現存せず）、大磯（現・元湯・陣屋、 秦野市鶴巻温泉。三井財閥によって移築された）などに多くの別邸をかまえていた。また黒田家は専用の鴨場をいくつか持っており、現在の羽田空港の敷地は元黒田家の「羽田鴨場」であった。

## 家族
妻は島津清子（1871年4月27日 - 1919年2月15日）　、息子は「日本鳥学の父」と呼ばれた黒田長礼侯爵、孫は山階鳥類研究所所長黒田長久。ともに鳥類学者であり日本鳥学の基礎研究に多大な貢献をしている。長女・幸子は海軍中将長嶺公固夫人、次女・良子は子爵高倉永輝（衣紋道高倉流24代宗家）夫人。

## 栄典
位階
- 1879年（明治12年）1月18日 - 従五位[10]
- 1890年（明治23年）6月18日 - 正五位[10]
- 1893年（明治26年）6月16日 - 従四位[10]
- 1896年（明治29年）6月20日 - 正四位[10][11]
- 1901年（明治34年）6月21日 - 従三位[10]
- 1908年（明治41年）6月30日 - 正三位[10]
- 1916年（大正5年）7月10日 - 従二位[10][12]
- 1925年（大正14年）7月15日 - 正二位[10]
- 1939年（昭和14年）8月14日 - 従一位[10]

爵位
- 1884年（明治17年）7月7日 - 侯爵[10][13]

勲章等
| 受章年                     | 略綬 | 勲章名                     | 備考 |
| -------------------------- | ---- | -------------------------- | ---- |
| 1889年（明治22年）11月29日 |      | 大日本帝国憲法発布記念章   |      |
| 1896年（明治29年）3月14日  |      | 勲四等旭日小綬章           |      |
| 1906年（明治39年）4月1日   |      | 勲二等旭日重光章           |      |
| 1912年（大正元年）8月1日   |      | 韓国併合記念章             |      |
| 1915年（大正4年）11月10日  |      | 勲一等瑞宝章               |      |
| 1915年（大正4年）11月10日  |      | 大礼記念章（大正）         |      |
| 1919年（大正8年）2月11日   |      | 金杯一組                   |      |
| 1920年（大正9年）11月15日  |      | 金杯一組                   |      |
| 1922年（大正11年）10月7日  |      | 旭日大綬章                 |      |
| 1924年（大正13年）2月11日  |      | 金杯一組                   |      |
| 1928年（昭和3年）11月10日  |      | 金杯一個                   |      |
| 1928年（昭和3年）11月10日  |      | 大礼記念章（昭和）         |      |
| 1931年（昭和6年）3月20日   |      | 帝都復興記念章             |      |
| 1934年（昭和9年）4月29日   |      | 金杯一組                   |      |
| 1936年（昭和11年）1月15日  |      | 御紋付銀盃                 |      |
| 1937年（昭和12年）3月18日  |      | 貴族院議員在職四十五年表彰 |      |
| 1939年（昭和14年）8月14日  |      | 旭日桐花大綬章             |      |

外国勲章佩用允許
| 受章年                    | 国籍     | 略綬 | 勲章名             | 備考 |
| ------------------------- | -------- | ---- | ------------------ | ---- |
| 1906年（明治39年）7月28日 | 大韓帝国 |      | 勲一等太極章       |      |
| 1934年（昭和9年）3月1日   | 満州帝国 |      | 大満洲国建国功労章 |      |

## 著作等
- 黒田長成著『北海道論』（東邦協会報告付録）、東邦協会、1893年（明治26年）5月 -- 前年夏の北海道旅行にもとづき著作